# Большой Содом (Кировская область)
Большо́й Содо́м — деревня в Котельничском районе Кировской области России. Входит в состав Макарьевского сельского поселения.

## Этимология
Слово «Содом» в названии ряда населённых пунктов Заволжья закрепилось из-за религиозных противоречий официальной церкви с первыми жителями (зачастую староверами, которых обвиняли в «язычестве»).

## География
Находилась в лесистой местности в 30 км к северо-западу от Котельнича и в 3 км к западу от существующей деревни Треничи. С востока к деревне примыкала малая деревня с парным названием Малый Содом (упразднена в 1968 году).

### Климат
Климат на территории населённого пункта, также как и во всем районе, характеризуется как континентальный, с продолжительной холодной многоснежной зимой и умеренно тёплым летом. Среднегодовая температура — 1,8 °C. Средняя температура воздуха самого холодного месяца (января) составляет −13,9 °C; самого тёплого месяца (июля) — 17,9 °C. Безморозный период длится в течение 114—122 дней. Годовое количество атмосферных осадков — 515 мм, из которых 365 мм выпадает в тёплый период года. Устойчивый снежный покров образуется в середине ноября и держится 160—170 дней.

## Население
| 2010 |
| ---- |
| 0    |